# وعلان بكويرتي
وعلان بكويرتي (الاسم العلمي:Commelina bequaertii) هو نوع من النباتات يتبع جنس الوعلان من الفصيلة الوعلانية. سمي هذا النوع نسبةً إلى عالم النبات الأمريكي جوزف تشارلز بكويرت.